# Caratê nos Jogos Pan-Americanos de 2023 - Até 50 kg feminino
A categoria até 50 kg feminino do caratê nos Jogos Pan-Americanos de 2023 foi disputada em 4 de novembro de 2023 no Centro de Esportes de Contato, em Ñuñoa. Um total de nove caratecas, cada uma representando um Comitê Olímpico Nacional (CON), participaram do evento.

## Medalhistas
| Ouro   | VEN Yorgelis Salazar                   |
| Prata  | CAN Yamina Lahyanssa                   |
| Bronze | EAI Bárbara Morales ARG Yamila Benítez |

## Resultados

### Fase de grupos
As nove caratecas foram divididos em dois grupos, onde cada uma enfrenta suas adversárias dentro grupo. As duas primeiras de cada um avançam para as semifinais.

#### Grupo A
| Pos. | Carateca             | V | D | Pts |
| ---- | -------------------- | - | - | --- |
| 1    | VEN Yorgelis Salazar | 3 | 0 | 9   |
| 2    | CAN Yamina Lahyanssa | 2 | 1 | 6   |
| 3    | DOM Penelope Polanco | 1 | 2 | 3   |
| 4    | CHI Fernanda Vega    | 0 | 3 | 0   |

|                      | Resultado |                      |
| -------------------- | --------- | -------------------- |
| VEN Yorgelis Salazar | 3–0       | DOM Penelope Polanco |
| CHI Fernanda Vega    | 1–2       | CAN Yamina Lahyanssa |
| VEN Yorgelis Salazar | 9–1       | CHI Fernanda Vega    |
| DOM Penelope Polanco | 0–2       | CAN Yamina Lahyanssa |
| DOM Penelope Polanco | 8–1       | CHI Fernanda Vega    |
| VEN Yorgelis Salazar | 10–3      | CAN Yamina Lahyanssa |

#### Grupo B
| Pos. | Carateca                | V | D | Pts |
| ---- | ----------------------- | - | - | --- |
| 1    | ARG Yamila Benítez      | 3 | 1 | 9   |
| 2    | EAI Bárbara Morales     | 3 | 1 | 9   |
| 3    | PER Claudia de la Cruz  | 3 | 1 | 9   |
| 4    | USA Doralvis Delgado    | 1 | 3 | 3   |
| 5    | ESA Gabriella Izaguirre | 0 | 4 | 0   |

|                         | Resultado |                        |
| ----------------------- | --------- | ---------------------- |
| ESA Gabriella Izaguirre | 1–2       | PER Claudia de la Cruz |
| ARG Yamila Benítez      | *2–2      | EAI Bárbara Morales    |
| ESA Gabriella Izaguirre | 1–3       | USA Doralvis Delgado   |
| PER Claudia de la Cruz  | 2–1       | ARG Yamila Benítez     |
| ESA Gabriella Izaguirre | 3–5       | EAI Bárbara Morales    |
| PER Claudia de la Cruz  | 1–0       | USA Doralvis Delgado   |
| ESA Gabriella Izaguirre | 0–9       | ARG Yamila Benítez     |
| USA Doralvis Delgado    | 0–2       | EAI Bárbara Morales    |
| PER Claudia de la Cruz  | 3–4       | EAI Bárbara Morales    |
| ARG Yamila Benítez      | 1–0       | USA Doralvis Delgado   |

### Fase final
As vencedoras das semifinais disputam a medalha de ouro, enquanto as perdedoras conquistam automaticamente as medalhas de bronze.
|  | Semifinais           | Semifinais           |   |  | Final                | Final |  |
|  |                      |                      |   |  |                      |       |  |
|  |                      |                      |   |  |                      |       |  |
|  | VEN Yorgelis Salazar | 8                    |   |  |                      |       |  |
|  | EAI Bárbara Morales  | 2                    |   |  |                      |       |  |
|  |                      |                      |   |  |                      |       |  |
|  |                      |                      |   |  |                      |       |  |
|  |                      |                      |   |  | VEN Yorgelis Salazar | 5     |  |
|  |                      | CAN Yamina Lahyanssa | 2 |  |                      |       |  |
|  |                      |                      |   |  |                      |       |  |
|  |                      |                      |   |  |                      |       |  |
|  |                      |                      |   |  |                      |       |  |
|  |                      |                      |   |  |                      |       |  |
|  | ARG Yamila Benítez   | 0                    |   |  |                      |       |  |
|  | CAN Yamina Lahyanssa | 0*                   |   |  |                      |       |  |